# Ороноко (город, Миннесота)
Ороноко (англ. Oronoco) — город в округе Олмстед, штат Миннесота, США. На площади 5,5 км² (4,7 км² — суша, 0,8 км² — вода), согласно переписи 2002 года, проживают 883 человека. Плотность населения составляет 186,4 чел./км².
- Телефонный код города — 507
- Почтовый индекс — 55960
- FIPS-код города — 27-48598[1]
- GNIS-идентификатор — 0649000[2]